# Licencja na zabijanie
Licencja na zabijanie (Licence to Kill) – brytyjski film szpiegowski z 1989 roku, szesnasty z serii filmów o Jamesie Bondzie wytwórni EON Productions. Drugi i zarazem ostatni film serii z udziałem Timothy Daltona.
Tytułowy utwór do filmu wykonała Gladys Knight.

## Fabuła
James Bond jest świadkiem na ślubie swojego przyjaciela Felixa Leitera w Key West na Florydzie, nad której wodami terytorialnymi pojawia się awionetka z baronem narkotykowym Franzem Sanchezem na pokładzie. Leiter w drodze na ślub postanawia dołączyć do agentów DEA i z pomocą Bonda przechwycić samolot. Sanchez zostaje pojmany, jednak wkrótce udaje mu się zbiec z konwoju więziennego. Mści się na Leiterze, zabijając jego żonę, a jego samego okaleczając. Na wieść o tym Bond planuje odwet na Sanchezie. Na spotkaniu z M w Domu Hemingwaya w Key West odmawia udziału w misji w Stambule i składa rezygnację. W odpowiedzi na niesubordynację podwładnego szef brytyjskiego wywiadu odbiera mu licencję na zabijanie, jednakże postanawia – pomimo braku autoryzacji – dyskretnie wesprzeć Bonda w jego samotnej walce, który podąża za Sanchezem do Isthmus City w Ameryce Środkowej. Agent 007 dokonuje przejęcia brudnych pieniędzy ze sprzedaży narkotyków, wchodząc w konfrontację z jednym ze wspólników Sancheza. Na pokładzie jachtu Bond poznaje Lupe Lamorę – kochankę Sancheza i krupierkę. Agent 007 nawiązuje w Bimini kontakt z Pam Bouvier – agentką DEA i informantką Leitera w sprawie Sancheza; postanawia ona pomóc Bondowi. Dołącza do nich też Q, który dostarcza Bondowi spersonalizowaną broń oraz środki techniczne, a także wspiera go operacyjnie.
Bond korzystając z pomocy Lamory stara się zdobyć zaufanie Sancheza i poznać jego zamiary. Sanchez planuje przemyt wielkiej ilości kokainy w cysternach z paliwem. W tym celu zbudował na pustkowiu – pod przykrywką siedziby kultu religijnego – laboratorium chemiczne. Ponadto zdobywa rakiety typu Stinger, aby móc szantażować nieprzychylne mu państwa. Bond wyrusza z Sanchezem do laboratorium; podąża za nimi Bouvier. Agent 007 zamierza udaremnić zbrodnicze plany Sancheza i ostatecznie się z nim rozprawić.

## Obsada
- Timothy Dalton – James Bond
- Carey Lowell – Pam Bouvier
- Robert Davi – Franz Sanchez
- Talisa Soto – Lupe Lamora
- Anthony Zerbe – Milton Krest
- Frank McRae – Sharkey
- Everett McGill – Killifer
- Wayne Newton – prof. Joe Butcher
- Benicio del Toro – Dario
- Anthony Starke – Truman-Lodge

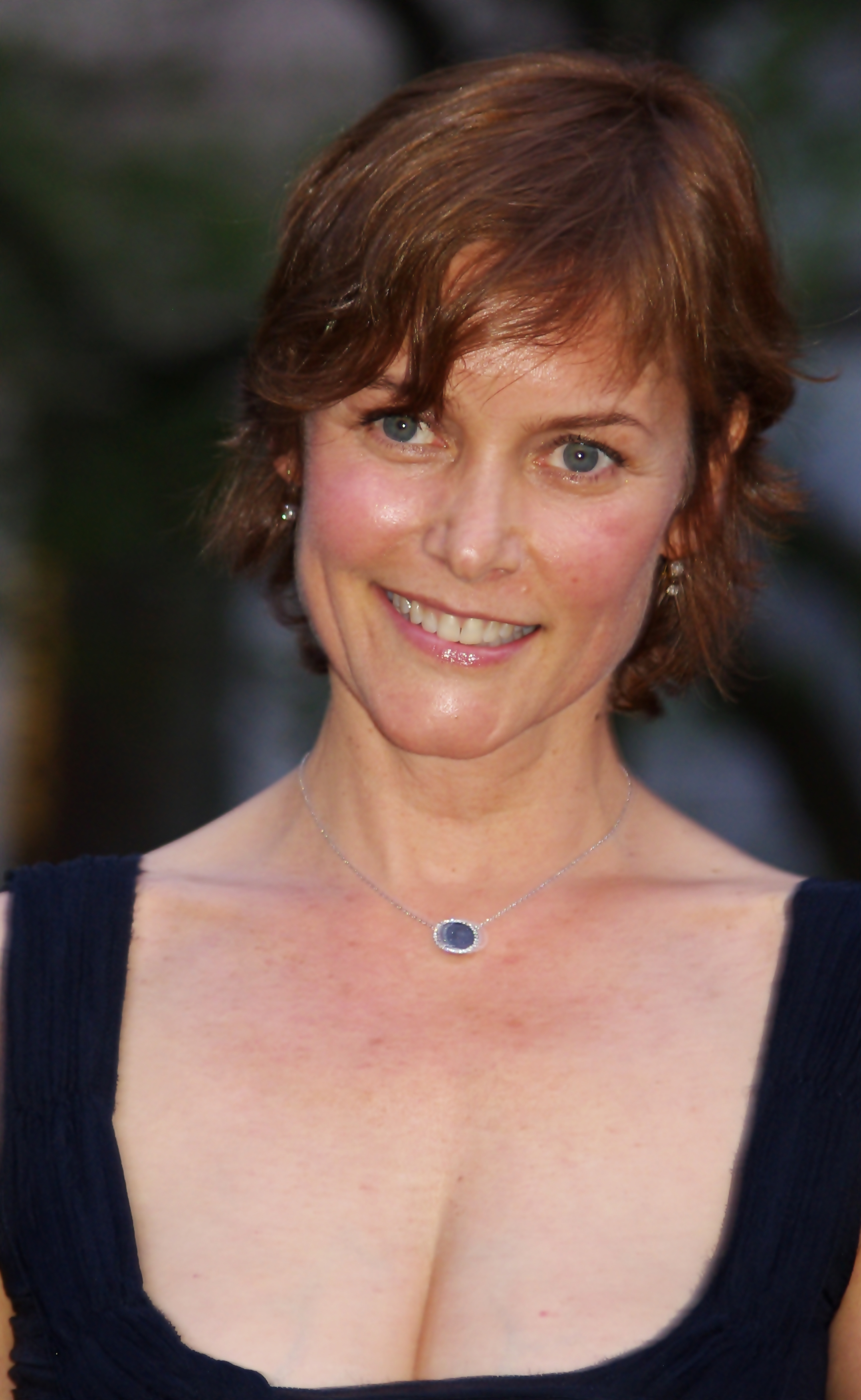
Carey Lowell zagrała dziewczynę Bonda

- Pedro Armendáriz Jr. – prezydent Hector Lopez
- Desmond Llewelyn – Q
- David Hedison – Felix Leiter
- Priscilla Barnes – Della Churchill
- Robert Brown – M

## Produkcja
W założeniu producentów Bond nr 16, miał być jak najbardziej realistyczny. Doniesienia prasowe w tamtym czasie o walkach służb specjalnych z narkotykowymi baronami, skłoniły twórców do konstrukcji fabularnej wokół tego tematu. Początkowo akcję filmu planowano umieścić w Chinach. Producenci odwiedzili Chiny, na zaproszenie komunistycznego rządu. Przeszkody biurokratyczne zmusiły jednak producentów do znalezienia innych plenerów. Wybrano Meksyk i Florydę. Roberta Davi do roli Sancheza zaproponowała Barbara Broccoli. Cały film (oprócz krótkiej sceny londyńskiej) miał powstać poza Wielką Brytanią. Plan zdjęciowy skonstruowany przez meksykańskich koproducentów, został doszczętnie zniszczony przez trzęsienie ziemi, trzeba więc było zbudować go od początku. Mimo tego zdjęcia ruszyły zgodnie z planem – 18 lipca 1988 roku, nie w Meksyku, a na Key West na Florydzie, gdzie nakręcono pierwszą scenę: odbicie Sancheza z rąk policji. Na Florydzie sfilmowano także scenę „łowienia” samolotu przez helikopter. Timothy Dalton chciał wziąć udział osobiście w tej sekwencji. Producenci się na to nie zgodzili. Po zakończeniu prac na Florydzie powrócono do Meksyku, by sfilmować wiodące plenery i sceny akcji. Prace szły sprawnie, aż do momentu rozpoczęcia filowania scen pościgu ciężarówkami. Ze względu na wiele niewytłumaczalnych zdarzeń na planie podczas scen kręcenia pościgu John Glen stwierdził, że ekipa pracowała w przeklętym miejscu .

## Premiera
Premiera filmu odbyła się 13 lipca 1989 roku.

## Analiza

### Tytuł
Licencja na zabijanie to specjalne pozwolenie wydawane przez szefów brytyjskiego wywiadu, dopuszczające przemoc w sytuacjach, w których wymaga tego śledztwo. W serii powieści i filmów o Jamesie Bondzie zawierało się w numerze służbowym agenta i zapisywane było dwiema cyframi: „00” (stąd James Bond to agent 007).
W Polsce film wydano także pod tytułami Licencja na śmierć i Prawo do zabijania